# Cerro El Congreso
Cerro El Congreso är ett berg i Mexiko.   Det ligger i kommunen Aconchi och delstaten Sonora, i den nordvästra delen av landet, 1 600 km nordväst om huvudstaden Mexico City. Toppen på Cerro El Congreso är 1 805 meter över havet, eller 153 meter över den omgivande terrängen. Bredden vid basen är 2,3 kilometer. Cerro El Congreso ingår i Sierra de Aconchi.
Terrängen runt Cerro El Congreso är kuperad åt sydväst, men åt nordost är den bergig. Runt Cerro El Congreso är det mycket glesbefolkat, med 2 invånare per kvadratkilometer. Närmaste större samhälle är Ranchito de Huepac, 18,5 km öster om Cerro El Congreso. I omgivningarna runt Cerro El Congreso växer huvudsakligen savannskog.